# Alberto Fernández (piłkarz)
Alberto „Nagore” Gómez Fernández (ur. 27 grudnia 1980 w Madrycie) – hiszpański piłkarz występujący na pozycji obrońcy w SD Huesca.